# Giovanni Peragallo
Giovanni Peragallo (fl. XX secolo) è stato un dirigente sportivo italiano, presidente del Genoa nel 1946.

## Carriera

### Dirigente sportivo
Peragallo fu presidente del Genoa dal giugno 1946 al novembre dello stesso anno; succedette ad Edoardo Pasteur e cedette l'incarico a Massimo Poggi.
Nella sua breve presidenza, su consiglio dell'ex-giocatore rossoblu Ugo Magnifico, acquistò l'argentino Juan Carlos Verdeal, che fu uno dei più importanti giocatori del Genoa del dopoguerra.